# Dragoljub Bekvalac
Dragoljub Bekvalac (Pristina, 1952. július 14. –) szerb labdarúgóedző.

## Pályafutása

### Edzőként
Számos klub menedzsere volt a hazájában, elsősorban a Vojvodinánál és az OFK Beogradnál. Emellett profi szinten dolgozott Bulgáriában, Macedóniában és Magyarországon is.

## Sikerei, díjai

### Edzőként
FK Rabotnicski
- Macedón bajnokság (1): 2007–08
- Macedón kupa (1): 2007–08

## Magánélet
Bekvalac lánya, Nataša Bekvalac az egyik legnépszerűbb szerb popsztár.